# 葛庭燧
葛庭燧（1913年5月3日—2000年4月29日），男，山东蓬莱人，中国金属物理学家，中国科学院院士。九三学社中央委员会顾问。其妻为何怡贞。

## 生平
葛庭燧出生于山东省蓬莱县的一个农民家庭，1937年获清华大学理学士学位。1943年获美国加州大学伯克利分校物理学博士学位。
1955年，当选中国科学院院士。葛庭燧制定了雄心勃勃的內耗研究計劃。文革时，科研工作一度終斷，因为当初去冀中的中间人被认为是特务，他也被隔离审查。与他关在一起的归国华侨李柏年说，“老葛，你要是当年不从美国回来，今天就不会受这份罪了”。風頭後他经常穿着棉袄跑去车间和工人一起研究实际生产，解决过飞机大梁、飞机起落架、水库闸门制造中的问题。1974年，他最后一次下鞍钢，解决了建造核舰艇的中厚钢板的探伤。改革开放後，高等教育復興，籌建中國科學院固體物理研究所，任第一任所長，組建了「內耗與固體缺陷開放實驗室」。

## 贡献
首创“葛氏扭摆”，首先发现晶界内耗峰（葛峰）。